# FK Slavia Mazyr
Maillots
Actualités
Le Futbolny Klub Slavia Mazyr, plus couramment abrégé en FK Slavia Mazyr (en biélorusse : ФК Славія-Мазыр) ou FK Slavia Mozyr (en russe : ФК Славия-Мозырь), est un club biélorusse de football fondé en 1987 et basé dans la ville de Mazyr.

## Histoire
Fondé en 1987 sous le nom Polessié, le club effectue ses premières saisons dans le championnat de la RSS de Biélorussie, évoluant en première division en 1987 et 1988 puis au deuxième échelon de 1989 à 1991.
Après la dissolution de l'Union soviétique en fin d'année 1991, le Polessié est intégré au sein de la nouvelle deuxième division biélorusse en 1992. Finissant septième pour sa première saison à cet échelon, l'équipe s'impose par la suite comme une des principales prétendantes à la montée, finissant deuxième deux fois de suite en 1993 et 1994. Prenant à partir de 1995 le nom MPKC à la suite d'un partenariat avec le Centre de production-commercialisation de Mazyr (en russe : Мозырский Производственно-Коммерческий Центр ou МПКЦ), le club remporte finalement la deuxième division lors de la saison 1994-1995 et accède à la première division.
Pour ses débuts dans l'élite lors de l'exercice 1995, le MPKC se fait remarquer directement en finissant vice-champion de Biélorussie derrière le Dinamo Minsk. Il enchaîne dès l'année suivante en remportant la Coupe de Biélorussie face à cette même équipe, ce qui lui permet de disputer la Coupe des coupes à l'été 1996, d'où il est cependant éliminé d'entrée par l'équipe islandaise du KR Reykjavik. Malgré cela, la fin d'année 1996 voit le club terminer premier du championnat biélorusse et accomplir le doublé. Ce deuxième succès lui permet de découvrir la Ligue des champions lors de l'exercice 1997-1998, atteignant le deuxième tour de qualification avant de tomber devant l'équipe grecque de l'Olympiakos.
Adoptant à partir de 1998 son appellation actuelle Slavia à la suite d'un changement de propriétaire, l'équipe atteint sa deuxième finale de coupe en 1999 mais est finalement défait par le Belchina Babrouïsk tandis qu'elle termine seconde en championnat derrière le BATE Borisov. Malgré cette double déception, le Slavia est à nouveau finaliste de la coupe lors de l'année 2000 et l'emporte cette fois face au Torpedo-MAZ Minsk avant d'accomplir le deuxième doublé de son histoire en remportant le championnat devant le BATE Borisov.
Après cette deuxième période de succès, et malgré une nouvelle finale de coupe perdue en 2001 devant le Belchina Babrouïsk, les performances du Slavia commencent à décliner à partir de 2001 avant une septième position en championnat avant de chuter progressivement en bas de classement jusqu'à sa relégation en fin d'année 2005. Le reste des années 2000 voient le club stagner au deuxième échelon où il se classe dans le bas de tableau jusqu'à sa victoire surprise en championnat lors de l'exercice 2011, lui permettant de retrouver l'élite en 2012.
Le Slavia se maintient deux années en première division avant d'être relégué dès la fin de l'exercice 2013. Il termine cependant dès l'année suivante deuxième du championnat de deuxième division et passe trois autres saisons dans l'élite avant de retomber à nouveau en 2017. Il remporte le deuxième échelon pour la troisième fois de son histoire dès l'année suivante pour revenir en première division en 2019.

## Bilan sportif

### Palmarès
| \| - Championnat de Biélorussie (2) : - Champion : 1996 et 2000. - Vice-champion : 1995 et 1999. - Coupe de Biélorussie (2) : - Vainqueur : 1995-96, 1999-00. - Finaliste : 1998-99 et 2000-01. \| \| - Championnat de Biélorussie de D2 (3) : - Champion : 1995, 2011 et 2018. \| |  |                                                                           |
| - Championnat de Biélorussie (2) : - Champion : 1996 et 2000. - Vice-champion : 1995 et 1999. - Coupe de Biélorussie (2) : - Vainqueur : 1995-96, 1999-00. - Finaliste : 1998-99 et 2000-01.                                                                                       |  | - Championnat de Biélorussie de D2 (3) : - Champion : 1995, 2011 et 2018. |

### Bilan par saison
Légende
- Vainqueur de la compétition
- Vice-champion ou finaliste de la compétition
- Troisième de la compétition
- Promu en division supérieure
- Relégué en division inférieure

| Saison    | Championnat | Championnat | Championnat | Championnat | Championnat | Championnat | Championnat | Championnat | Championnat | Championnat | Coupe de Biélorussie |
| Saison    | Division    | Pos         | Pts         | J           | V           | N           | D           | BP          | BC          | Diff        | Coupe de Biélorussie |
| --------- | ----------- | ----------- | ----------- | ----------- | ----------- | ----------- | ----------- | ----------- | ----------- | ----------- | -------------------- |
| 1992      | 2e          | 7e          | 16          | 15          | 5           | 6           | 4           | 18          | 22          | -4          | 32es de finale       |
| 1992-1993 | 2e          | 2e          | 49          | 30          | 22          | 5           | 3           | 54          | 14          | +40         | 32es de finale       |
| 1993-1994 | 2e          | 2e          | 43          | 28          | 19          | 5           | 4           | 48          | 18          | +30         | Seizièmes de finale  |
| 1994-1995 | 2e          | 1er         | 51          | 30          | 24          | 3           | 3           | 106         | 17          | +89         | Quarts de finale     |
| 1995      | 1re         | 2e          | 36          | 15          | 11          | 3           | 1           | 44          | 9           | +35         | Vainqueur            |
| 1996      | 1re         | 1er         | 76          | 30          | 24          | 4           | 2           | 64          | 17          | +47         | Vainqueur            |
| 1997      | 1re         | 6e          | 43          | 30          | 12          | 7           | 11          | 39          | 30          | +9          | Huitièmes de finale  |
| 1998      | 1re         | 6e          | 45          | 28          | 12          | 9           | 7           | 41          | 36          | +5          | Quarts de finale     |
| 1999      | 1re         | 2e          | 65          | 30          | 20          | 5           | 5           | 74          | 25          | +49         | Finale               |
| 2000      | 1re         | 1er         | 74          | 30          | 23          | 5           | 2           | 78          | 25          | +53         | Vainqueur            |
| 2001      | 1re         | 7e          | 44          | 26          | 13          | 5           | 8           | 49          | 27          | +22         | Finale               |
| 2002      | 1re         | 11e         | 24          | 26          | 6           | 6           | 14          | 38          | 61          | -23         | Quarts de finale     |
| 2003      | 1re         | 14e         | 25          | 30          | 9           | 4           | 17          | 29          | 64          | -35         | Huitièmes de finale  |
| 2004      | 1re         | 12e         | 31          | 30          | 9           | 4           | 17          | 32          | 51          | -19         | Seizièmes de finale  |
| 2005      | 1re         | 14e         | 11          | 26          | 2           | 5           | 19          | 14          | 60          | -46         | Huitièmes de finale  |
| 2006      | 2e          | 4e          | 43          | 26          | 11          | 10          | 5           | 44          | 24          | +20         | Huitièmes de finale  |
| 2007      | 2e          | 13e         | 18          | 26          | 4           | 6           | 16          | 26          | 44          | -18         | Seizièmes de finale  |
| 2008      | 2e          | 13e         | 23          | 26          | 6           | 5           | 15          | 33          | 62          | -29         | Seizièmes de finale  |
| 2009      | 2e          | 13e         | 23          | 27          | 5           | 8           | 14          | 23          | 41          | -18         | Seizièmes de finale  |
| 2010      | 2e          | 9e          | 37          | 30          | 10          | 7           | 13          | 33          | 44          | -11         | Huitièmes de finale  |
| 2011      | 2e          | 1er         | 71          | 30          | 22          | 5           | 3           | 53          | 15          | +38         | Seizièmes de finale  |
| 2012      | 1re         | 10e         | 27          | 30          | 7           | 6           | 17          | 22          | 58          | -36         | Seizièmes de finale  |
| 2013      | 1re         | 12e         | 23          | 32          | 5           | 8           | 19          | 24          | 47          | -23         | Huitièmes de finale  |
| 2014      | 2e          | 2e          | 60          | 30          | 18          | 6           | 6           | 55          | 38          | +17         | Huitièmes de finale  |
| 2015      | 1re         | 10e         | 26          | 26          | 7           | 5           | 14          | 33          | 50          | -17         | Seizièmes de finale  |
| 2016      | 1re         | 10e         | 35          | 30          | 9           | 8           | 13          | 33          | 49          | -16         | Quarts de finale     |
| 2017      | 1re         | 15e         | 20          | 30          | 4           | 8           | 18          | 26          | 50          | -24         | Huitièmes de finale  |
| 2018      | 2e          | 1er         | 70          | 28          | 21          | 7           | 0           | 69          | 13          | +56         | Seizièmes de finale  |
| 2019      | 1re         | 8e          | 37          | 30          | 10          | 7           | 13          | 35          | 40          | -5          | Huitièmes de finale  |
| 2020      | 1re         | 9e          | 39          | 30          | 10          | 9           | 11          | 41          | 49          | -8          | Demi-finales         |
| 2021      | 1re         | 14e         | 32          | 30          | 8           | 8           | 14          | 42          | 50          | -8          | Huitièmes de finale  |
| 2022      | 1re         | 10e         | 37          | 30          | 10          | 7           | 13          | 42          | 46          | -4          | Huitièmes de finale  |
| 2023      | 1re         | 7e          | 40          | 28          | 11          | 7           | 10          | 32          | 30          | +2          | Demi-finales         |
| 2024      | 1re         | 11e         | 35          | 30          | 8           | 11          | 11          | 28          | 33          | -5          | Huitièmes de finale  |

### Bilan européen
Note : dans les résultats ci-dessous, le score du club est toujours donné en premier.
| Saison    | Compétition         | Tour              | Club                   | Domicile | Extérieur | Total  |
| --------- | ------------------- | ----------------- | ---------------------- | -------- | --------- | ------ |
| 1996-1997 | Coupe des coupes    | Tour préliminaire | KR Reykjavík           | 2 - 2    | 0 - 1     | 2 - 3  |
| 1997-1998 | Ligue des champions | Premier tour Q    | Constructorul Chișinău | 3 - 2    | 1 - 1     | 4 - 3  |
| 1997-1998 | Ligue des champions | Deuxième tour Q   | Olympiakos             | 2 - 2    | 0 - 5     | 2 - 7  |
| 1997-1998 | Coupe UEFA          | Premier tour      | Dinamo Tbilissi        | 1 - 1    | 0 - 1     | 1 - 2  |
| 2000-2001 | Coupe UEFA          | Tour préliminaire | Maccabi Haïfa          | 1 - 1    | 0 - 0     | 1 - 1E |
| 2001-2002 | Ligue des champions | Premier tour Q    | VB Vágur               | 5 - 0    | 0 - 0     | 5 - 0  |
| 2001-2002 | Ligue des champions | Deuxième tour Q   | Inter Bratislava       | 0 - 1    | 0 - 1     | 0 - 2  |

Légende
- Victoire ou qualification pour le tour suivant
- Match nul
- Défaite ou élimination de la compétition

## Personnalités

### Entraîneurs
La liste suivante présente les différents entraîneurs connus du club.
- Aleksandr Priajnikov (janvier 1991-juin 1991)
- Anatoli Iourevitch (janvier 1993-février 1997)
- Aleksandr Bubnov (février 1997-mai 1998)
- Aleksandr Kuznetsov (janvier 1999-juin 2000)
- Vladimir Petrović (juillet 2000-août 2001)
- Pavel Rodnionok (août 2001-mai 2002)
- Aleksandr Priajnikov (juin 2002-août 2003)
- Vladimir Kourniev (août 2003-novembre 2003)
- Andreï Sosnitski (janvier 2004-août 2005)
- Ilie Carp (août 2005-décembre 2005)
- Sergueï Iasinski (avril 2009-juin 2009)
- Vitali Pavlov (août 2009-décembre 2009)
- Iouri Maleïev (janvier 2010-janvier 2014)
- Iouri Pountous (février 2014-novembre 2017)
- Mikhaïl Martinovitch (novembre 2017-)

## Historique du logo

Ancien logo (années 2000)
Ancien logo (années 2010)
Logo actuel (depuis 2014)